# پیری محمد پاشا
پیری محمد پاشا (۱۴۶۵–۱۵۳۲) وزیر اعظم امپراتوری عثمانی از ۱۵۱۸ تا ۱۵۲۳ بود.
پس از اعدام یونس پاشا وزیر اعظم در بازگشت از مصر، پیری محمد پاشا را از استانبول برای دیدار با سلطان در دمشق آوردند و به عنوان وزیر اعظم منصوب کردند (ژانویه ۱۵۱۸). وی تا زمان مرگ یاووز سلطان سلیم وزیر اعظم بود و نزدیک به سه سال نیز به عنوان وزیر اعظم در در دربار سلیمان یکم خدمت کرد.
پیری محمد پاشا را عموماً یک دولتمرد خوب توصیف می‌کنند. این که وی به عنوان وزیر اعظم انتخاب شد و مدت‌ها در این سمت بود، گواه توانایی‌های اوست. او در علمیه عثمانی (en:Ilmiye) تحصیل کرده بود و با این حال مهارتهای نظامی را از خود نشان داد و نقش مهمی در دستاوردهای آن روز عثمانی ایفا کرد. علاوه بر این، او نیروی دریایی عثمانی را توسعه داد و همچنین یک کارخانه کشتی سازی با ابعاد بزرگ ساخت. او به عنوان فردی علاقه‌مند به تصوف به صوفیان به ویژه در مبارزه با طریقت صفویه کمک می‌کرد. او حامی علما و شعرا بود.